# Interstate 280 (New Jersey)
Pour les articles homonymes, voir Interstate 280.
L'Interstate 280 (I-280) est une autoroute auxiliaire de 17,85 miles (28,73 km) au New Jersey. Elle est une voie alternative à l'I-80 entre Parsippany-Troy Hills jusqu'à Newark et l'I-95 (New Jersey Turnpike) à Kearny, à l'est. À Kearny, un accès à New York est possible via le Holland Tunnel et le Lincoln Tunnel. Le segment ouest de la route passe par des régions suburbaines et traverse les Watchung Mountains. En arrivant à The Oranges, les abords deviennent de plus en plus urbanisés et l'I-280 est en tranchée pour remonter autour de Newark. L'I-280 inclut un pont levant, le William A. Stickel Memorial Bridge, au-dessus de la rivière Passaic entre Newark et East Newark / Harrison.

## Description du tracé
L'I-280 débute à la jonction avec l'I-80 et de la US 46 à Parsippany-Troy Hills. Elle se dirige vers le sud-est à travers des régions boisées. Peu à peu, l'autoroute commence à entrer dans des zones davantage urbanisées. La route entre ensuite à West Orange et se dirige vers le sud.
En entrant à Orange, l'autoroute devient une autoroute en tranchée. L'I-280 croise la Garden State Parkway. Après cet échangeur, l'autoroute passe progressivement de six à huit à dix voies. Elle entre ensuite dans les limites de Newark. L'I-280 traverse la rivière Passaic sur le William A. Stickel Memorial Bridge, un pont levant vertical de 125 pieds (38 m).
L'I-280 s'approche de et de son terminus est. Elle passe au nord d'une cour de triage. Juste avant de se terminer, l'I-280 atteint le poste de péage en direction de l'I-95 (N.J. Turnpike).

## Liste des sorties
| Interstate 280            |                       |       |       |                                  |                                                                         |                                                              |
| Comté                     | Municipalité          | mi    | km    | Sortie                           | Intersections / Destinations                                            | Notes                                                        |
| Morris                    | Parsippany-Troy Hills | 0,00  | 0,00  | —                                | I-80 ouest – Delaware Water Gap                                         | Accès direct aux Voies express; sortie 47A de l'I-80 est     |
| Morris                    | Parsippany-Troy Hills | 0,00  | 0,00  | —                                | I-287 vers US 46 – Mahwah, Morristown                                   | Sortie direction ouest, entrée direction est                 |
| Morris                    | Parsippany-Troy Hills | 1,55  | 2,49  | 1                                | Vers US 46 / Edwards Road / New Road                                    |                                                              |
| Essex                     | Roseland              | 3,87  | 6,23  | 4                                | Eisenhower Parkway                                                      | Indiqué sortie 4A (sud) et 4B (nord)                         |
| Essex                     | Roseland              | 4,95  | 7,97  | 5                                | CR 527 – Livingston, The Caldwells                                      | Indiqué sortie 5A (sud) et 5B (nord)                         |
| Essex                     | Livingston            | 6,22  | 10,01 | 6                                | Laurel Avenue                                                           | Indiqué sortie 6A (sud) et 6B (nord) en direction ouest      |
| Essex                     | West Orange           | 7,49  | 12,05 | 7                                | Pleasant Valley Way – Millburn, Verona                                  |                                                              |
| Essex                     | West Orange           | 8,23  | 13,24 | 8                                | CR 577 – West Orange, Cedar Grove                                       | Indiqué sortie 8A (sud) et 8B (nord)                         |
| Essex                     | West Orange           | 9,64  | 15,51 | 9                                | Mount Pleasant Avenue – West Orange, Montclair                          | Sortie direction est, entrée direction ouest                 |
| Essex                     | West Orange           | 9,91  | 15,95 | 10                               | CR 508 – West Orange, South Orange, Montclair                           | Sortie direction ouest, entrée direction est                 |
| Essex                     | Orange                | 10,61 | 17,08 | 11                               | Center Street – Orange                                                  | Sortie direction est seulement                               |
| Essex                     | Orange                | 10,80 | 17,38 | 11B                              | Day Street / Essex Avenue – Orange                                      | Sortie direction ouest seulement                             |
| Essex                     | East Orange           | 11,48 | 18,48 | 12A                              | Harrison Street / Clinton Street – East Orange                          | Sortie 11A en direction est                                  |
| Essex                     | East Orange           | 12,32 | 19,83 | 12B                              | G.S. Parkway / Oraton Parkway                                           | Poste de péage sur la rampe; véhicules commerciaux interdits |
| Essex                     | Newark                | 13,18 | 21,21 | 13                               | First Street – Branch Brook Park                                        | Indication en direction est                                  |
| Essex                     | Newark                | 13,40 | 21,57 | 13                               | Orange Street / 6th Street                                              | Indication en direction ouest                                |
| Essex                     | Newark                | 13,74 | 22,11 | 14A                              | Clifton Avenue                                                          | Sortie et entrée en direction ouest                          |
| Essex                     | Newark                | 14,11 | 22,71 | 14                               | Martin Luther King Boulevard – Broad Street Station, Université Rutgers | Sortie et entrée en direction est                            |
| Essex                     | Newark                | 14,42 | 23,21 | 15                               | Route 21 (en) – Newark, Belleville                                      |                                                              |
| Rivière Passaic           | Rivière Passaic       | 14,53 | 23,38 | Pont Mémorial William A. Stickel | Pont Mémorial William A. Stickel                                        | Pont Mémorial William A. Stickel                             |
| Hudson                    | Harrison              | 14,92 | 24,01 | 16                               | CR 508 – Harrison, Newark                                               |                                                              |
| Hudson                    | Kearny                | 16,86 | 27,13 | 17                               | CR 508 – Jersey City, Kearny                                            | Indiqué sortie 17A (est) et 17B (ouest)                      |
| Hudson                    | Kearny                | 17,05 | 27,44 | Poste de péage de la sortie 15W  | Poste de péage de la sortie 15W                                         | Poste de péage de la sortie 15W                              |
| Hudson                    | Kearny                | 17,25 | 27,76 | 18                               | I-95 Toll / N.J. Turnpike vers I‑80 / US 46 – Trenton                   | Sortie 15W du Western Spur                                   |
| Hudson                    | Kearny                | 17,85 | 28,73 | 18                               | I-95 Toll nord / N.J. Turnpike nord – Lincoln Tunnel, Secaucus          | Sortie 15W du Eastern Spur                                   |
| - Péage - Accès incomplet |                       |       |       |                                  |                                                                         |                                                              |